# Jens Carl Sanderhoff
Jens Carl Sanderhoff (født 27. januar 1966 i Tønder) er en dansk forfatter, poet og komponist.

## Baggrund
Jens Carl Sanderhoff er vokset op på Tåsinge og Langeland. Han flyttede til Aarhus i 1983, og blev her en del af den litterære undergrund. I perioden 1990-1993 udgav han flere små hæfter på forfatterforlaget Griff. I 2007 flyttede han til Humlebæk, hvor han bor i dag. Han er gift med kunsthistorikeren Merete Sanderhoff (f. 1978) og har to døtre.

## Litterær produktion
Sanderhoff debuterede som skønlitterær forfatter med ti digte i tidsskriftet Hvedekorn 1990, nr. 2. Disse digte var skrevet under pseudonymet Manja Harriet Jensen. I november samme år medvirkede han ved lyrikoplæsningsarrangementet State Mental på Det Kongelige Danske Kunstakademi, hvor også Karen Marie Edelfelt, Lars Bukdahl, Simon Grotrian, Carsten René Nielsen, Martin Bigum og David Læby deltog. Året efter debuterede han under eget navn med tolv digte i Hvedekorn 1991, nr. 1. I bogform debuterede han 2008 med den selvudgivne digtsamling Underflugt som ti år senere fulgtes af Underflugt II. Fra 2010 og frem er der udkommet 4 titler på Forlaget Armé, alle udgivet under pseudonymet Tage Aille Borges. Juni 2021 udkom andet bind i Errata-serien, ligeledes skrevet under dette pseudonym. I 2016-2017 udgav Forlaget Wunderbuch hans romantrilogi Europas floder, der består af romanerne Europas floder, Djævlens protegé og Død mands manifest. Det omfattende værk, som flere gange er støttet af Statens Kunstfond, skrev han i årene 2011-2016. Alle tre romaner bærer omslag med malerier af kunstneren Martin Bigum. I 2018 udgav Det Poetiske Bureaus Forlag Natkatamaran, en samling prosastykker som han bl.a. oplæste på BogForum. I 2020 udkom den anmelderroste roman det tøvende århundrede - eller Sankt Sebastians martyrium, baseret på den kontroversielle digter Ezra Pounds liv, og i 2021 udkom romanen Fremtidige veje som er en kærlighedshistorie, der undersøger forholdet mellem sprog og følelser. Begge titler udkom også som lydbøger i 2021 indlæst af skuespilleren Lotte Andersen. I juni 2022 udkom endnu en roman i serien Europas floder, Leopard Orfeus, så trilogien er derfor vokset til en tetralogi.
,

## Musikalsk produktion
Sanderhoff er autodidakt komponist og har siden 2012 publiceret sine kompositioner på Musescore Connect. Her har han under sit pseudonym (TAB) offentliggjort op mod 600 satser, bl.a. 24 symfonier, 15 strygekvartetter, adskillige koncerter og suiter for orkester, herunder Before Poetry, Oblivion og Past, stykket Dead River for strygere og slagtøj, der indgår i hans romantrilogi, og ikke mindst det fortløbende værk Aleph, der indtil videre består af 67 satser af meget forskellig art. Dead River har været spillet i Danmarks Radio P2.

## Samarbejder

### Stefán Arason
Allerede mens han boede i Aarhus lærte han den islandske komponist Stefán Arason (f. 1978) at kende. De har flere gange samarbejdet om værker, hvor Sanderhoff har skrevet tekster, som Arason har sat i musik, bl.a. Torden (2006), Rygvendt (2007) og senest Future Requiem (2013).

### Ejler Nyhavn
I 2009 begyndte et samarbejde mellem de to forfatterpseudonymer Tage Aille Borges og Ejler Nyhavn at tage form, og over de følgende år har det udmøntet sig i foreløbigt to bøger udgivet på Forlaget Armé: 101 litterære postkost – eftersendte replikker og De endnu levendes tanker om deres endeligt, eller 101 dødsdueller (motto & pamflet) – Et smerteleksikon i digtform, der begge indgår i deres endnu uafsluttede såkaldte dødstrilogi.

### Bøger af Jens Carl Sanderhoff
- Underflugt, digte, Forlaget BoD, 2008
- Primære erhverv, tekster, Forlaget BoD, 2011
- Europas floder, roman, Forlaget Wunderbuch, 2016
- Djævlens protegé, roman, Forlaget Wunderbuch, 2016
- Død mands manifest, roman, Forlaget Wunderbuch, 2017
- Underflugt II, digte, Forlaget BoD, 2018
- Natkatamaran, prosa, Det Poetiske Bureaus Forlag, 2018
- det tøvende århundrede - eller Sankt Sebastians martyrium, roman, Det Poetiske Bureaus Forlag, 2020
- Fremtidige veje, roman, Det Poetiske Bureaus Forlag, 2021
- Leopard Orfeus, roman, Det Poetiske Bureaus Forlag, 2022
- Faksimile, digte, Det Poetiske Bureaus Forlag, 2023

### Bøger skrevet under pseudonymet Tage Aille Borges
- 101 litterære postkort, tekster (skrevet sammen med Ejler Nyhavn), Forlaget Armé, 2010
- Errata, 1: praksis, en genealogisk manøvre, tekster og 1 novelle, Forlaget Armé, 2011
- 101 dødsdueller, digte (skrevet sammen med Ejler Nyhavn), Forlaget Armé, 2012
- Selvanskrivelser: en romanskitse, kortroman, Forlaget Armé, 2014
- Errata, 2: Doggerland, et topografisk trip, kortroman, Det Poetiske Bureaus Forlag, 2021[20]

## Legater
- Statens Kunstråds Litteraturudvalg, arbejdslegat 2011, 2012, 2013
- Statens Kunstfonds Litteraturudvalg, rejselegat 2012
- Statens Kunstfond Legatudvalget for Litteratur, arbejdslegat 2015, 2016, 2017[21]